# Strange Weather (Marianne Faithfull)
Strange Weather è un album in studio della cantante britannica Marianne Faithfull, pubblicato nel 1987.

## Tracce
1. Stranger Intro (Bill Frisell) – 0:31
2. Boulevard of Broken Dreams (Al Dubin, Harry Warren) – 3:04
3. I Ain't Goin' Down To The Well No More (Huddie Ledbetter, Alan Lomax, John Lomax) – 1:07
4. Yesterdays (Otto Harbach, Jerome Kern) – 5:20
5. Sign of Judgement (Kid Prince Moore) – 2:54
6. Strange Weather (Tom Waits, Kathleen Brennan) – 4:05
7. Love, Life and Money (Julius Dixon, Henry Glover) – 4:40
8. I'll Keep It With Mine (Bob Dylan) – 4:13
9. Hello Stranger (Doc Pomus, Mac Rebennack) – 2:30
10. Penthouse Serenade (Will Jason, Val Burton) – 2:34
11. As Tears Go By (Mick Jagger, Keith Richards, Andrew Loog Oldham) – 3:42
12. A Stranger On Earth (Sid Feller, Rick Ward) – 3:56

## Formazione
- Marianne Faithfull - voce
- Bill Frisell - chitarra
- Robert Quine - chitarra (6,7)
- Fernando Saunders - basso (2, 4, 6-11)
- Michael Levine - violino
- Sharon Freeman - piano (2, 8)
- Dr. John (come Mac Rebennack) - piano
- Steve Slagle - sassofono
- Chris Hunter - sassofono, flauto
- Lew Soloff - tromba
- Garth Hudson - fisarmonica
- J.T. Lewis - batteria
- William Schimmel - fisarmonica
- Michael Gibbs - arrangiamento archi